# 임호신
임호신(任虎臣, 1506년 11월 3일 ~ 1556년 8월 8일)은 조선 중기의 문신으로, 본관은 풍천(豊川)이며 자(字)는 무백(武伯), 호는 지족암(知足菴) 또는 지족암(知足庵), 시호는 정간(貞簡)이다. 관찰사, 호조참판을 지낸 임추의 아들이고 공조판서와 지중추부사를 지낸 소간공 임유겸의 손자이다. 1528년(중종 23) 사마시에 합격하고, 1531년(중종 26) 문과에 병과로 급제, 여러 벼슬을 거쳐 지돈녕부사에 이르렀다.
임호신은 청렴결백함을 인정받아 염근리(廉謹吏)로 녹선되었지만 염근이라는 이름을 더럽힐지 모른다며 겸솜해했다. 돈녕부지사로 임명되어서는 실질적으로 하는 일이 없다 하여 녹봉을 받지 않았고, 가족들에게도 녹봉을 받지 못하게 하였다. 생전에 염근리로 선발되고도 물의를 일으키지 않아 사후 청백리로 추록되었다. 호조판서 재직 중 얻은 병으로 사망하였다. 또한 청렴근신하면서도 학문적 실력이 되어 1556년(명종 11년)에는 명종의 왕명으로 순회세자를 가르칠 보양관(輔養官)에 임명되어 왕세자의 사부를 맡아보기도 했다.

## 생애

### 생애 초반
1506년(중종 1) 11월 3일에 경기도 양주군 회암면 귀율에서 태어났으며, 임한(任漢)의 증손으로, 할아버지는 판서 임유겸(任由謙)이며, 아버지는 관찰사와 호조참판을 지낸 정헌공 임추(任樞)이며, 어머니는 하양허씨(河陽許氏)로 한산군수를 지낸 허수(許邃)의 딸이다. 의정부좌참찬을 지낸 정헌공 임권은 그의 삼촌이었다. 그밖에 그는 임진왜란 때의 장군 충간공(忠簡公) 애탄 임현(愛灘 任鉉)에게는 7촌 숙질간이 된다.
부인은 전주최씨(全州崔氏)인데 부장(部將)을 역임한 최호문(崔浩文)의 딸이고, 일두 정여창의 외손녀였다.
성균관때부터의 친구이자 과거 급제 동기인 홍섬(洪暹)은 일찍부터 그는 작은 집을 하나 짓고, 직접 지족암(知足庵)이라는 현판을 달고 조용히 있었다 한다.
약관(弱冠)의 나이에 성균관에 입학하여 성균관 유생이 되었다. 이때 만난 홍섬 등과는 평생 교류하였고, 자녀들은 후일 더 오래산 홍섬에게 아버지의 비문을 부탁하였다. 1528년(중종 23) 사마시에 합격하고 성균관 유생으로 재학 중 1528년(중종 23) 유생전강(儒生殿講) 때 대학을 주제로 강하여, 전강에 합격하였다. 1531년(중종 26) 식년 문과에 병과로 급제, 권지 승문원부정자(權知承文院副正字)를 지냈으며, 역사에 재능을 보여 사관(史官)이 되었다가 예문관검열, 대교, 시강원 설서에 임명되었다.

### 관료 생활
1533년(중종 28) 세자시강원설서가 되었으며, 그 해 아버지 임추가 사신으로 선발되어 중국에 갈 때 동지사(冬至使)인 아버지의 서장관(書狀官)으로 연경에 갔다가 귀국하는 길에 아버지 임추가 갑자기 병에 걸려 산하이관 출발 직후 황달증으로 사망했다.  아버지가 죽자 관을 모시고 귀국하여 정성껏 장례를 치렀다. 홍섬(洪暹)에 의하면 영구(靈柩)를 모셔 오면서 울부짖고 몹시 슬퍼하니, 그 모습을 본 중국 사람들이 탄식하고 감복(感服)하지 않는 자가 없었다 한다. 부상(父喪)을 당하고 귀국 직후 예문관봉교가 되었으나 권신들의 배척을 받았으며 외척 김안로(金安老)에 의해 황간현감으로 쫓겨났다.
어머니의 병으로 체직을 청하였다가 다시 내직으로 돌아와 성균관전적이 되고 1538년 사간원헌납, 병조와 형조의 좌랑과 정랑을 거쳐 사간원 헌납이 되었다. 언관으로 재직 시, 으레 상당수 언관들이 자신을 미워하거나 배척한 사람이나 그 자식, 사위를 미워하여 공격했는데, 임호신은 이전에 자기를 배척한 자에 대하여 악감정을 품지 않고, 조금도 못마땅하게 여기는 뜻이 없이 일을 처리하였다. 이후 홍문관 교리, 시강원필선(侍講院弼善)을 거쳐, 이조 전랑이 임명되고 바로 겸직으로 시강원 문학과 필선을 겸하였다. 그뒤 의정부 검상에 임명되었다가 얼마 뒤 의정부사인이 되었다. 1541년 의정부검상, 이듬해 청홍도 구황경차사(淸洪道救敬差使, 충청도 진휼경차관)로 충청도에 파견되어 재해민 지원을 하는 한편 [[가흥창(可興倉), 아산창(牙山倉)의 곡식을 풀어 기민을 구제하였고 동시에 관찰사와 지방관을 문책하였다. 한편 일찍이 조정에서 사대부 중 청렴한 자를 조사할 때 호신과 그의 아우 참의 임보신 두 사람이 뽑혔다. 임호신은 청렴결백함을 인정받아 염근리(廉謹吏)로 천거되었다. 이 소식을 듣고 그는 오히려 자랑스러워하기는커녕 '내가 염근(廉謹)이라는 두 글자를 더럽힐까 두렵다.'며 오히려 어려워했다 한다.
1543년(중종 38) 도원수 이기(李草+己)의 종사관(從事官)으로 다녀왔다가 사간원 사간이 되고 다시 황해도 재상 어사로 나가 지방관의 근무 태도 및 일부 탐관오리들의 탐학상을 낫낫이 지적, 보고하고 견책하도록 하였다. 1544년(인종 1) 사헌부집의(司憲府執義)가 되었으나 갑자기 병이 생겨서 사퇴하였다.
이어 군자감정, 홍문관 전한(弘文館典翰), 홍문관직제학, 1545년(인종 2) 승정원동부승지를 거쳐 병으로 체직되었다. 명종 즉위 후 1545년(명종 즉위) 우부승지에 경연참찬관을 겸하고, 그해 가을 좌부승지가 되었다가 1546년(명종 1) 승정원우승지를 거쳐 승지들의 순서대로 승진시켜서 승정원도승지로 발탁되었으며 바로 1547년(명종 2년) 명종이 친히 태묘(太廟)에 부묘례(祔禮)를 거행할 때 시위 집사로 참여, 시위집사들에게 상(賞)을 줄 때 가선대부(嘉善大夫)에 올랐으나, 얼마 뒤 병으로 체직되었다. 1547년 한성부우윤을 거쳐 한성부좌윤이 되었다가 경상도관찰사로 발령, 부임하였다. 1548년(명종 3) 어머니 하양허씨의 상을 당하여 사퇴하였다. 3년상을 마친 뒤 1550년(명종 5) 장례원 판결사에 임명되었는데, 이때 송사를 공정하고 명확하게 밝혀서 소송 사건을 처리하니 억울함을 호소하는 일이 줄어들었다. 그해에 그는 다시 장례원판결사에 임명되었다.

### 과로와 죽음
1550년(명종 5) 가선대부 중추부동지사로 춘추관동지사를 겸하고 중종실록 편찬에 중도 참여하였다. 1551년 명나라에 파견되는 성절사(聖節使)로 연경에 다녀오고 이 때 염근리에 녹선(錄選)되었다.
1552년(명종 7) 경연특진관을 거쳐 1553년 한성부좌윤이 되고, 한성부좌윤으로 특진관을 겸직해 경연에도 들었다. 1554년(명종 9) 한성부우윤을 거쳐 1555년(명종 10) 승자하여 자헌 품계가 더해졌고, 호조판서로 오위도총부 도총관을 겸직하였다. 그가 호조판서로 있을 당시 흉년으로 백성들이 굶주리고, 해안에는 왜구가 침략하여 할 일이 산더미처럼 쌓였다. 재정 담당자였던 임호신은 세금을 거두는 일, 세금 조세의 형평성, 돈과 곡식을 내 주는 일을 합리적으로 빠르게 처리하고 형편에 맞게 조절하여 위기를 잘 넘겼다. 그러나 계속된 과로와 격무로 체력이 허해지고 병이 들어 창증(脹症)에 걸렸지만 계속 근무하였다. 그 해 형조판서에 제수되었으나 신병으로 사직하였다. 1556년(명종 11) 2월 호조판서에 기용되었으나 격무로 병이 깊어서 다시 사직하고 지돈녕부사로 전임되었다. 청정(淸淨)하고 신중함이 뛰어나다는 평을 받았다.
서자를 허통하느냐 문제가 나왔을 때 그는 서얼허통이나 서얼의 과거제도를 반대하지는 않고, 양첩, 양인인 첩이 낳았으면 손자 대에는 과거에 허용해야 한다는 입장을 펼쳤다. 또한 서얼이 적자를 무시하지 못하도록 조건을 달고 조건부로 서얼허통을 논하였다.
돈녕부는 실무기관이 아닌 명예직이지만 녹봉이 나온다. 돈녕부지사에 임명되자 그는 월급을 거절했는데, 일하지 않고 녹봉을 받을 수 없다는 것이다. 한직이지만 법령상 녹봉이 나왔는데도 받지 않았고, 가족들에게도 받지 못하게 하였다. 묘갈문에 의하면 그가 자신의 어머니에게도 녹봉을 받지 말라 하였는데, 당시 어머니인 하양허씨는 이미 사망한 상태였다. 족보 상에는 일단 서모나 계모는 존재하지 않는데, 그가 당시 자신의 월급을 받지 말라고 당부했던 가모가 그의 서모였는지 여부는 불확실하다. 그는 생전 청렴함을 인정받아 실록에도 그의 단점을 비판하면서도 사관들이 청렴성 하나는 공통적으로 인정하였다.
1556년(명종 11년) 명종의 왕명으로 순회세자를 가르칠 보양관(輔養官)에 임명되어 왕세자의 사부를 맡아보았다. 1556년(명종 11) 8월 8일 자헌대부 지돈녕부사 겸 세자보양관, 세자빈객으로 재직 중 창증(脹症)과 과로의 합병증으로 사망했다. 명종은 어진 재상이 죽었다며 그날 조회를 철조하였다. 바로 정간(貞簡)의 시호가 추서되었다.

### 사후
그해 10월 20일 시신은 아버지 임추의 묘소 아래, 경기도 양주군 회암면 귀율리(현, 경기도 양주시 율정동) 237번지에 조성되었다. 당초 명종의 명으로 불교 사찰도 능을 조성하기로 한 곳과 똑같이 내수사의 관할로 정하여, 그의 매장이 금지되었으나, 그해 9월 남편을 선영에 장사할 수 있게 해달라는 부인 전주최씨의 상소를 올리자 김귀영(金貴榮) 등도 이를 허용하자고 상소를 올렸다. 논의 끝에 그의 선산이 있는 곳 주변은 금표지로 하고, 그의 장례식을 허락하였다. 묘소 근처에는 회암사(檜巖寺)지 터가 있다.
신도비문은 성균관때부터의 친구이자 과거 급제와 생원시 동기였던 의정부영의정 홍섬이 썼다.
1572년(선조 5년) 9월 6일 부인 전주최씨가 장남의 임지인 아산(牙山)에서 병으로 죽어 그해 12월 18일 양주군 천보산 그의 묘소 옆에 묻었다. 그는 생전과 사후에도 물의를 일으키지 않아 사후 염근리에서 청백리로 격상되었다.

## 가족 관계
- 할아버지 : 임유겸(任由謙, 1456년 ~ 1527년)
- 할머니 : 예안이씨(禮安李氏, 생년 미상 ~ 1522년), 이신(李愼)의 딸
  - 숙부 : 임권(任權, 1486년 ~ 1557년)
  - 숙부 : 임간(任幹)
- 아버지 : 임추(任樞, 1482년 1월 ~ 1534년 1월 24일)
- 어머니 : 하양허씨(河陽許氏, 1487년 ~ 1549년), 한산군수 허수(許邃)의 딸
  - 동생 : 임보신(任輔臣, 생년 미상 ~ 1558년), 출계, 친척 임성(任誠)의 후사로 입양
  - 제수 : 향주 전주이씨, 성종의 여덟번째 서자 익양군 회(益陽君 懷)의 딸
  - 동생 : 임장신(任丈臣, 생년 미상 ~ ?년 10월 23일)
- 부인 : 전주최씨(? ~ 1572년 9월 6일), 부장 최호문(崔浩文)의 딸, 일두 정여창(鄭汝昌)의 외손녀
  - 아들 : 임원(任元)
  - 며느리 : 이씨, 군수 이한(李漢)의 딸
    - 손자 : 임경기(任慶基)
    - 손자며느리 : 신씨, 도사(都事) 신승서(申承緖)의 딸

  - 아들 : 임개(任凱), 동생 임장신의 양자로 입양, 출계
  - 며느리 : 윤씨, 군수 윤좌(尹佐)의 딸
    - 손녀 : 풍천임씨
    - 손녀사위 : 이돈(李惇)
    - 손녀 :
    - 손녀 :

  - 딸 : 풍천임씨
  - 사위 : 정숙남(鄭淑男)
  - 딸 : 풍천임씨
  - 사위 : 박호겸(朴好謙)

## 같이 보기
- 임추
- 임권
- 임유겸
- 임중신

## 참고 문헌
- 중종실록, 인조실록, 명종실록, 국조방목, 지퇴당집(知退堂集), 해동명신록(海東名臣錄)